# Laguna Prieta
Laguna Prieta är en ort i Mexiko.   Den ligger i kommunen Yuriria och delstaten Guanajuato, i den centrala delen av landet, 250 km väster om huvudstaden Mexico City. Laguna Prieta ligger 2 164 meter över havet och antalet invånare är 858.
Terrängen runt Laguna Prieta är huvudsakligen kuperad. Laguna Prieta ligger uppe på en höjd. Runt Laguna Prieta är det ganska tätbefolkat, med 214 invånare per kvadratkilometer. Närmaste större samhälle är Uriangato, 19,1 km öster om Laguna Prieta. I omgivningarna runt Laguna Prieta växer huvudsakligen savannskog.